# Ironman d'Hawaï 1983
Navigation
Édition précédente Édition suivante
L'Ironman d'Hawaï 1983 se déroule le 22 octobre 1983 à Kailua-Kona dans l'État d'Hawaï. Il est organisé par la Hawaï Triathlon Corporation, il est le premier à limiter le nombre de participants par un système de qualification préalable qui va transformer peu à peu l'épreuve en un « championnat du monde d'Ironman » officieux. Un temps de course limité à 17 heures est également introduit sur cette édition.

## Résultats

### Hommes
| Pos.     | Temps            | Nom            | Pays       | Détail temps    | Détail temps | Détail temps    | Détail temps | Détail temps    |
| Pos.     | Temps            | Nom            | Pays       | Natation        | T1           | Cyclisme        | T2           | Course à pied   |
| -------- | ---------------- | -------------- | ---------- | --------------- | ------------ | --------------- | ------------ | --------------- |
|          | 09 h 05 min 57 s | Dave Scott     | États-Unis | 50 min 52 s     | 0 min 00 s   | 5 h 10 min 48 s | 0 min 00 s   | 3 h 04 min 16 s |
|          | 09 h 06 min 30 s | Scott Tinley   | États-Unis | 57 min 24 s     | 0 min 00 s   | 5 h 03 min 58 s | 0 min 00 s   | 3 h 05 min 08 s |
|          | 09 h 21 min 06 s | Mark Allen     | États-Unis | 52 min 08 s     | 0 min 00 s   | 5 h 13 min 32 s | 0 min 00 s   | 3 h 15 min 26 s |
| 4        | 09 h 49 min 07 s | Marc Thompson  | États-Unis | 1 h 01 min 20 s | 0 min 00 s   | 5 h 20 min 49 s | 0 min 00 s   | 3 h 26 min 57 s |
| 5        | 09 h 56 min 23 s | Robert Roller  | États-Unis | 53 min 30 s     | 0 min 00 s   | 5 h 32 min 13 s | 0 min 00 s   | 3 h 30 min 38 s |
| 6        | 09 h 57 min 16 s | Mark Macintyre | États-Unis | 1 h 03 min 29 s | 0 min 00 s   | 5 h 52 min 59 s | 0 min 00 s   | 3 h 00 min 47 s |
| 7        | 10 h 01 min 59 s | Bob Curtis     | États-Unis | 1 h 00 min 14 s | 0 min 00 s   | 5 h 23 min 00 s | 0 min 00 s   | 3 h 38 min 44 s |
| 8        | 10 h 01 min 59 s | Thomas Boughey | États-Unis | 50 min 50 s     | 0 min 00 s   | 5 h 36 min 17 s | 0 min 00 s   | 3 h 34 min 51 s |
| 9        | 10 h 04 min 27 s | Mac Martin     | États-Unis | 59 min 50 s     | 0 min 00 s   | 5 h 25 min 22 s | 0 min 00 s   | 3 h 39 min 14 s |
| 10       | 10 h 05 min 21 s | Kurt Madden    | États-Unis | 57 min 58 s     | 0 min 00 s   | 5 h 43 min 56 s | 0 min 00 s   | 3 h 23 min 27 s |
| Source : |                  |                |            |                 |              |                 |              |                 |

### Femmes
| Pos.     | Temps            | Nom              | Pays       | Détail temps    | Détail temps | Détail temps    | Détail temps | Détail temps    |
| Pos.     | Temps            | Nom              | Pays       | Natation        | T1           | Cyclisme        | T2           | Course à pied   |
| -------- | ---------------- | ---------------- | ---------- | --------------- | ------------ | --------------- | ------------ | --------------- |
|          | 10 h 43 min 36 s | Sylviane Puntous | Canada     | 1 h 00 min 28 s | 0 min 00 s   | 6 h 20 min 40 s | 0 min 00 s   | 3 h 22 min 28 s |
|          | 10 h 49 min 17 s | Patricia Puntous | Canada     | 1 h 00 min 31 s | 0 min 00 s   | 6 h 26 min 12 s | 0 min 00 s   | 3 h 22 min 33 s |
|          | 11 h 01 min 49 s | Eva Ueltzen      | États-Unis | 1 h 02 min 48 s | 0 min 00 s   | 6 h 05 min 13 s | 0 min 00 s   | 3 h 53 min 48 s |
| 4        | 11 h 10 min 05 s | Kathie Rivers    | États-Unis | 1 h 05 min 11 s | 0 min 00 s   | 6 h 12 min 16 s | 0 min 00 s   | 3 h 52 min 37 s |
| 5        | 11 h 16 min 33 s | Sally Edwards    | États-Unis | 1 h 17 min 18 s | 0 min 00 s   | 6 h 29 min 45 s | 0 min 00 s   | 3 h 29 min 28 s |
| 6        | 11 h 20 min 57 s | Jann Girard      | États-Unis | 53 min 35 s     | 0 min 00 s   | 6 h 37 min 32 s | 0 min 00 s   | 3 h 49 min 50 s |
| 7        | 11 h 22 min 07 s | Annie Dandoy     | États-Unis | 1 h 12 min 55 s | 0 min 00 s   | 6 h 15 min 45 s | 0 min 00 s   | 3 h 53 min 26 s |
| 8        | 11 h 25 min 37 s | Elaine Alrutz    | États-Unis | 1 h 05 min 20 s | 0 min 00 s   | 6 h 20 min 01 s | 0 min 00 s   | 4 h 00 min 15 s |
| 9        | 11 h 25 min 56 s | Sue Kinsey       | États-Unis | 1 h 03 min 43 s | 0 min 00 s   | 6 h 20 min 56 s | 0 min 00 s   | 4 h 01 min 16 s |
| 10       | 11 h 29 min 08 s | Jenny Lamott     | États-Unis | 55 min 44 s     | 0 min 00 s   | 6 h 19 min 51 s | 0 min 00 s   | 4 h 13 min 32 s |
| Source : |                  |                  |            |                 |              |                 |              |                 |